# La Yeguada
La yeguada es un volcán del distrito de Calobre en la provincia de Veraguas, República de Panamá. La localidad tiene 1.353 habitantes (2010).